# Луэ, Байере
Байере Жуниор Луэ (фр. Bayéré Junior Loué; род. 14 января 2001, Абиджан) — ивуарийский футболист, нападающий сербского клуба «Явор».

## Клубная карьера
Футболом начал заниматься в девятилетнем возрасте в тунисском «Эсперансе», в котором выступал его отец. Затем вместе с семьей вернулся в Кот-д’Ивуар, где продолжил заниматься в школе «Олимпика» из Абобо. В 2015 году попал в академию клуба «АСЕК Мимозас». 23 мая 2019 года на правах аренды до конца сезона вместе с Азизом Уаттара перешёл в шведский «Хаммарбю», выступавший в Алльсвенскане. Выступая за юношескую команду клуба, Луэ принял участие в шести матчах и забил шесть мячей. В результате этого в конце года с ним был подписан полноценный контракт, рассчитанный на четыре года.
Сезон 2020 года ивуариец провёл на правах аренды во «Фрее». Весной получил травму колена и был прооперирован, в результате чего был вынужден пропустить несколько месяцев. Восстановившись после операции, впервые впервые появился на поле только 28 октября в матче первого шведского дивизиона против «Ефле», выйдя на поле после перерыва вместо Юсефа Эраби.
20 февраля 2021 года сыграл первую игру за «Хаммарбю» в рамках группового этапа кубка Швеции с «Эскильстуной» Луэ вышел на замену в концовке встречи вместо Астрита Сельмани. 8 мая дебютировал в чемпионате Швеции в матче против «Сириуса», появившись на поле во втором тайме. В кубке страны команда дошла до финала. В решающем матче с «Хеккеном», состоявшемся 30 мая, Луэ участия не принимал. Основное и дополнительное время встречи завершилось нулевой ничьей, а в серии послематчевых пенальти точнее оказался «Хаммарбю», благодаря чему завоевал трофей.
В сентябре 2021 года на правах аренды до конца года отправился в сербский «Железничар» из Панчево. В его составе дебютировал 13 сентября в матче первой лиги Сербии с «Тимоком». 27 сентября в матче с «Будучностью» из города Добановци забил первый мяч, оказавшийся в итоге для его команды победным.

## Личная жизнь
Родился в Абиджане. Его отец Эдгар Луэ в прошлом также футболист, выступал в основном за клубы стран Северной Африки, а также провёл два сезона за французский «Страсбур».

## Достижения
Хаммарбю:
- Обладатель кубка Швеции: 2020/21

## Клубная статистика
| Выступление            | Выступление      | Выступление      | Лига | Лига | Кубки | Кубки | Конт. кубки | Конт. кубки | Итого | Итого |
| Клуб                   | Лига             | Сезон            | Игры | Голы | Игры  | Голы  | Игры        | Голы        | Игры  | Голы  |
| ---------------------- | ---------------- | ---------------- | ---- | ---- | ----- | ----- | ----------- | ----------- | ----- | ----- |
| Хаммарбю               | Алльсвенскан     | 2021             | 5    | 0    | 2     | 0     | 1           | 0           | 8     | 0     |
| Хаммарбю               | Итого            | Итого            | 5    | 0    | 2     | 0     | 1           | 0           | 8     | 0     |
| → Фрей                 | Дивизион 1       | 2020             | 4    | 0    | 0     | 0     | 0           | 0           | 4     | 0     |
| → Фрей                 | Итого            | Итого            | 4    | 0    | 0     | 0     | 0           | 0           | 4     | 0     |
| → Железничар (Панчево) | Первая лига      | 2021/22          | 11   | 1    | 1     | 0     | 0           | 0           | 12    | 1     |
| → Железничар (Панчево) | Итого            | Итого            | 11   | 1    | 1     | 0     | 0           | 0           | 12    | 1     |
| Всего за карьеру       | Всего за карьеру | Всего за карьеру | 20   | 1    | 3     | 0     | 1           | 0           | 24    | 1     |